# STS-80
STS-80 — 80-й полёт в рамках программы Спейс Шаттл и 21-й космический полёт шаттла «Колумбия», произведен 19 ноября 1996 года. Астронавты провели в космосе около 18 дней и благополучно приземлились на Авиабазе Эдвардс 7 декабря 1996 года.
Целями миссии были выведение на орбиту и возврат спутника для исследований в области технологии WSF и астрономического спутника ORFEUS-SPAS, отработка инструментов и процедур работ по сборке и обслуживанию Международной космической станции и проведение других экспериментов в условиях микрогравитации.
Самый длительный полет в истории миссий.

## Экипаж
- (НАСА): Кеннет Кокрелл (3)[2] — командир;
- (НАСА): Кент Роминджер (2) — пилот;
- (НАСА): Стори Масгрейв (6) — специалист полёта 1;
- (НАСА): Томас Джоунс (3) — специалист полёта 2;
- (НАСА): Тамара Джерниган (4) — специалист полёта 3.

## Параметры полёта
- Вес: 15 250 кг (полезная нагрузка)
- Перигей: 241 км
- Апогей: 241 км
- Наклонение: 39,0°
- Период обращения: 89,7 мин